# Companion to the Botanical Magazine
Companion to the Botanical Magazine (abreviado Companion Bot. Mag.) es un libro con descripciones botánicas que fue editado por el ilustrador botánico, botánico, micólogo, pteridólogo, briólogo y algólogo inglés William Jackson Hooker. Se publicó en Londres en 2 volúmenes con 24 entregas en los años 1835-1837.

## Publicación
- Volumen nº 1(1): 1-32. 1 Aug 1835; (2): 33-64. 1 Sep 1835; (3): 65-96. 1 Oct 1835; (4): 97-128. 1 Nov 1835; (5): 129-160. 1 Dec 1835; (6): 161-192. 1 Jan 1836; (7): 193-224. 1 Feb 1836; (8): 225-256. 1 Mar 1836; (9): 257-288. 1 Apr 1836; (10): 289-320. 1 May 1836; (11): 321-352. 1 Jun 1836; (12): 353-384. 1 Jul 1836; 2(13): 1-32. 1 Aug 1836; (14): 33-64. 1 Sep 1836; (15): 65-96. 1 Oct 1836; (16): 97-128. 1 Nov 1836; (17): 129-160. 1 Dec 1836; (18): 161-192. 1 Jan 1837; (19): 193-224. 1 Feb 1837; (20): 225-256. 1 Mar 1837; (21): 257-288. 1 Apr 1837; (22): 289-320. 1 May 1837; (23): 321-352. 1 Jun 1837; (24): 353-381. 1 Jul 1837